# Zpoždění (systémová dynamika)
Zpoždění je v systémové dynamice čas mezi příčinou, která způsobí v systému změnu, a jejím důsledkem (popřípadě uvědomění si tohoto důsledku). Tyto příčiny a důsledky mohou být jak fyzické povahy, tak se může jednat o informace. V tom případě mluvíme o zpoždění v informačních tocích.
Zpoždění může vznikat z časově náročného fyzikálního jevu, jenž zasahuje do děje.

## Příklady
Příkladem pro vysvětlení pojmu zpoždění může být:
- zpoždění mezi schválením regulace porodnosti určitého státu a dosažení nulového růstu populace (25 let[1])
- prodleva mezi aplikací pesticidu a jeho působením a jeho průnikem do spodních vod (jednotky měsíců; jednotky let)
- zpoždění mezi investicí do elektrárny a jejím dokončením (v průměru 10–15 let)
- zpoždění mezi zjištěním ložiska ropy a ustálením produkce (10 let)
- zpoždění mezi vrcholem objevů ropných ložisek a vrcholem produkce, tzv. ropným zlomem (45 let)
- zpoždění mezi zákazem používání polychlorovaných bifenylů a poklesem jejich koncentrace ze spodních vod pod 1 mg/l (přibližně 80 let)
- zpoždění mezi rozhodnutím změny strategie v souvislosti s ropným zlomem a uvedením této změny v realitu (minimálně 20 let[2])
- zpoždění informačních toků – zpoždění mezi začátkem produkce freonů a zjištění jejich vlivu na ozónovou vrstvu (cca 30 let)
- zpoždění mezi počátkem produkce freonů a jejich rozložením v atmosféře (130 resp. 200 let u dvou nejpoužívanějších: CFC-011 a 012, 360 let u CFC-114 a 560 let u CFC-115)

## Význam
- Zpoždění je jednou z nejzávažnějších příčin překmitu.
- Tento typ zpoždění komplikuje strategická rozhodnutí.
- Zpoždění je důležitý systémový faktor, mající zásadní negativní vliv pro možnosti regulace veličin (jako mohou být hlavní ekonomické, demografické či ekologické ukazatele), v nichž působí.
- Donella Meadows stanovila zpoždění jako devátý z Dvanácti bodů působení pro zásah do systému.